# Fort Selkirk

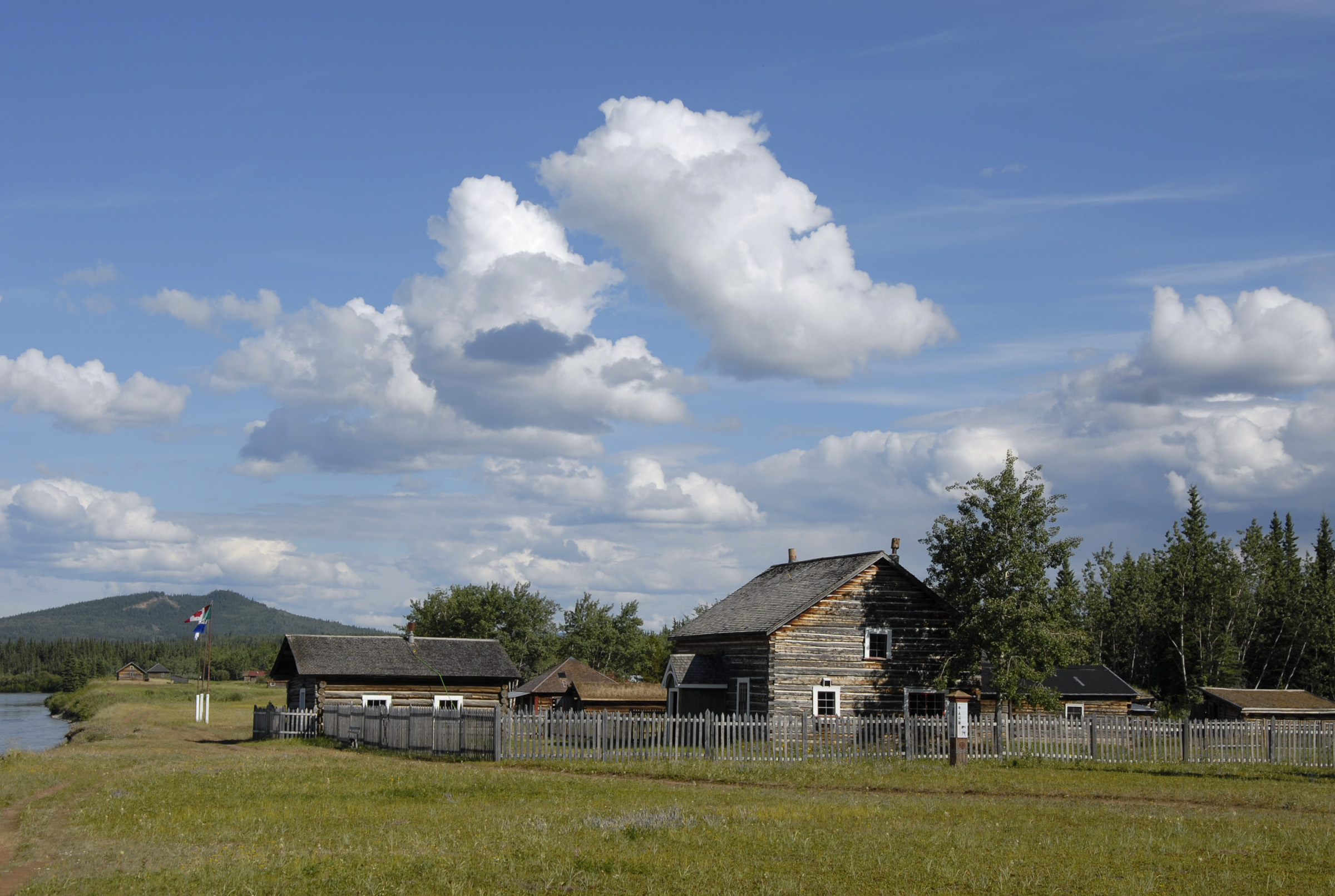
Bâtiments historiques de Fort Selkirk.

Fort Selkirk est un ancien comptoir commercial sur le fleuve Yukon, au confluent de la rivière Pelly, au Yukon, (Canada). Il est le berceau de la Première Nation Selkirk, qui fait partie du peuple des Tutchonis du Nord.

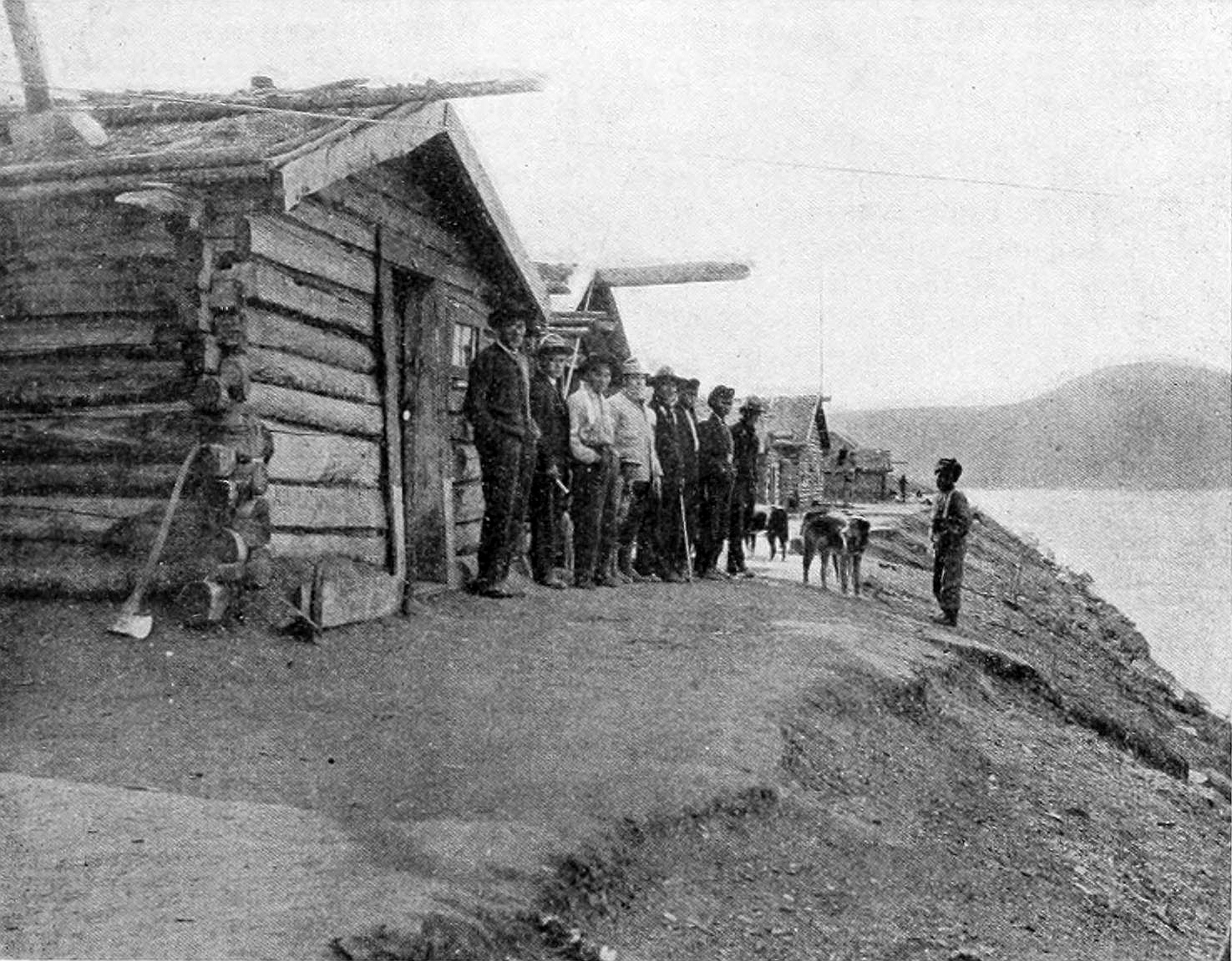
Fort Selkirk en 1898.

Des fouilles archéologiques ont fait apparaître une civilisation qui vivait en ce lieu depuis environ 8 000 ans. Robert Campbell, de la Compagnie de la Baie d'Hudson, établit un comptoir en 1848 à proximité, qu'il déplaça ensuite à son emplacement actuel dès 1852. Les autochones Tlingits, qui craignaient la concurrence avec leurs propres lieux de négoce l'attaquèrent et le pillèrent, le 21 août 1852. Il fut rebâti 40 ans plus tard, et devint un important lieu d'approvisionnement le long du fleuve Yukon. Il fut toutefois abandonné au milieu des années 1950 quand la Klondike Highway, en l'évitant, draina tout le trafic, tandis que la navigation sur le Yukon s'arrêtait.
Actuellement, une grande partie des anciens bâtiments a été restaurée conjointement par le gouvernement du Yukon et les instances de la Première Nation Selkirk. Toutefois, le site n'est pas accessible par la route, les visiteurs y arrivent en bateau, ou alors par la piste d'aérodrome qui s'y trouve. 